# Hidjaz

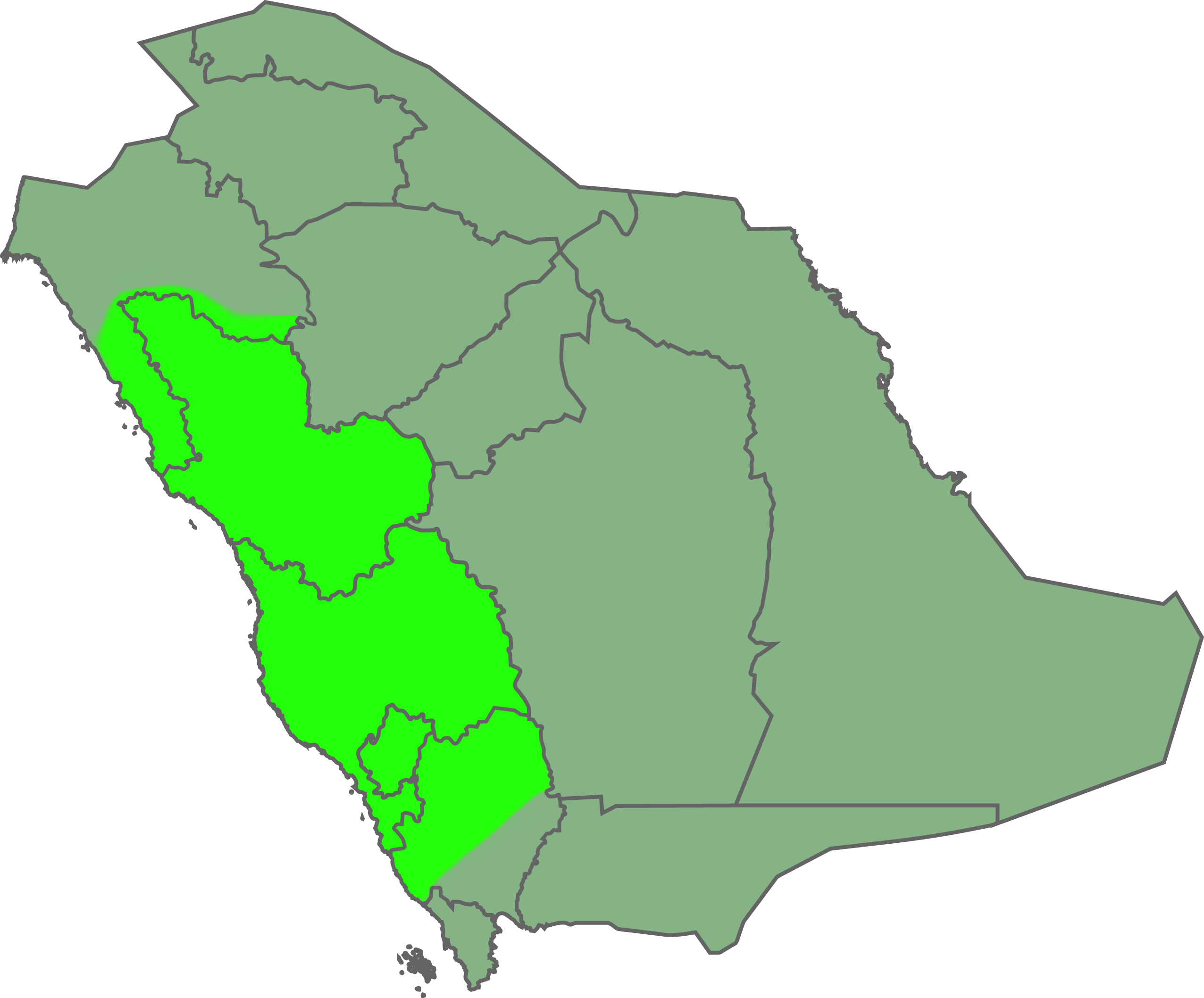
Ligging van de Hidjaz in Saoedi-Arabië.

De Hidjaz, ook wel Hedjaz, Hedzjaz of Hijaz, (Arabisch: الحجاز; al-Ḥiǧāz; "de barrière") is een gebied in het westen van Saoedi-Arabië. De grootste stad van het gebied is Jeddah, maar de bekendste steden zijn Mekka en Medina, heilige steden voor de islam.
De profeet Mohammed groeide in deze streek op. Mohammed behoorde tot de Qoeraisj, een groep van Arabische clans, en specifieker tot de clan van de Hasjemieten. Daarnaast woonden er in die tijd ook groepen joden, christenen en polytheïsten. Door de Hidjaz trokken verschillende karavanen, op weg tussen (het huidige) Jordanië en Jemen. Begin 20e eeuw was de Hidjaz een onafhankelijk koninkrijk. 
Door de Hidjaz liep ooit de Hidjazspoorlijn, maar deze lijn tussen Damascus en Medina is niet meer in gebruik.
- Biblioteca Nacional de España: XX462502
- Bibliothèque nationale de France: cb11960276w (data)
- Gemeinsame Normdatei: 4096070-5
- Library of Congress Control Number: sh00003133
- Nationale Bibliotheek van Tsjechië: ge516945
- Nationale Bibliotheek van Israël: 987007291598505171
- Système universitaire de documentation: 027596931
- Virtual International Authority File: 240357380